# Pterotaea melanocarpa
Pterotaea melanocarpa är en fjärilsart som beskrevs av Louis W. Swett 1916. Pterotaea melanocarpa ingår i släktet Pterotaea och familjen mätare. Inga underarter finns listade.